# Объединённый фронт освобождения Ассама

Объединённый фронт освобождения Ассама (ULFA) (англ. United Liberation Front of Assam) — сепаратистская организация, образованная в 1979 году в Ассаме, одна из самых крупных организаций Ассамского сопротивления.
Руководители организации — Арабинда Райкхова и Пареш Баруах.
Организация запрещена правительством Индии и квалифицирована как террористическая группа в 1990 году . По представлениям ULFA, Ассам за всю свою историю никогда не входил в состав Индии, и его зависимость от Индии является ошибкой.
За время вооружённых столкновений между ULFA и индийскими войсками погибло около 10000 человек.  5 декабря 2009 года председатель движения был арестован индийскими властями. 
ULFA активно использовала территорию южного Бутана, где размещала базы и военные лагеря. В декабре 2003 года после операций индийской армии и бутанского правительства базы NDFB и ULFA в Бутане были ликвидированы (см. «Операция Бутана против ассамского сопротивления»).
В борьбе с ULFA Индии помогает Бангладеш, который недавно провёл военную операцию. В январе 2010 года по сообщениям секретаря министерства Бангладеш Сайед Ашрафул Ислама обнаружились свидетельства встречи бывшего пакистанского президента Первез Мушаррафа и одного из лидеров ULFA Анупа Четиа в 2002 году. 

## СОФОА
СОФОА, сокращение от Сдавшийся ОФОА, относится к бывшим членам Объединенного фронта освобождения Ассама, которые сдались индийскому правительству.
С 1990 года правительство Индии предпринимает попытки захватить членов ОФОА. В 1992 году большая группа высокопоставленных лидеров и членов сдалась правительственным властям, и это был первый случай, когда бывших членов ОФОА стали называть "СОФОА". Однако те, кто сдался, были разоружены правительством, что оставило их без средств защиты от возмездия со стороны их бывших соратников. Им также были предложены банковские кредиты, чтобы начать новую жизнь, в обмен на предоставление правительству информации о ОФОА.